# Oeste sin fronteras
Oeste sin fronteras es un Spaghetti-western italiano, dirigido por Giuliano Carnimeo en el año 1968. Su estreno en Italia tuvo lugar el 21 de septiembre de 1968. La película incluye una escena de desnudo a cargo de Pascale Petit y obtendría clasificaciones restrictivas en el Reino Unido (X) y en Estados Unidos (R).

## Argumento
Paul Martin (Piero Lulli) y su esposa Lisa (Pascale Petit) han localizado un filón de oro en su mina de México, pero son atacados por El Chato y sus bandidos, quienes aterrorizan a la región. El hombre se las arregla para matar a los agresores mediante el uso de dinamita, pero esto provoca un deslizamiento de tierra y queda atrapado en la mina. Lisa va en busca de ayuda y llega a una cantina. Juanita (Daniela Giordano), una mujer mexicana, interpreta en la cantina una canción a la guitarra para Joe (Jeffrey Hunter), un antiguo soldado confederado que ahora se dedica a labores de contrabando. Lisa sufre un intento de robo, entonces Joe sale en su ayuda. Lisa contrata a Joe y a otros cuatro hombres para que se enfrenten con los forajidos.

## Comentario
Oeste sin fronteras fue una de las últimas películas protagonizadas por Jeffrey Hunter, actor revelado en los años 50, que llegara a trabajar para John Ford o Nicholas Ray; Hunter en aquellos momentos ya se hallaba al final de su vida, truncada por un accidente en apariencia sin importancia. Lo acompañaron en el reparto Pascale Petit, Daniela Giordano (Miss Italia en 1966), y actores habituales en las coproducciones europeas de la época.

## Producción
Producción de Atlantis Films y Aico Films, el rodaje tuvo lugar en los Estudios Ostia de Ostia (Roma).

## Reparto
- Jeffrey Hunter ... Joe
- Pascale Petit ... Lisa Martin
- Giovanni Pallavicino ... Gómez
- Reza Fazeli ... Paco
- Nello Pazzafini ... Fernando
- Adolfo Lastretti ... Reverendo Riley
- Umberto Di Grazia
- Mario Dardanelli ... Chato
- Umberto Di Grazi ... Bandido
- Anthony Blond ... Bobo
- Serafino Profumo ... Miguel
- Daniela Giordano ... Juanita
- Piero Lulli ... Paul Martin
- Pietro Ceccarelli (no acreditado)